# Viverra civettina
La civetta dalle grandi macchie di Malabar (Viverra civettina  Blyth, 1862) è un carnivoro della famiglia dei Viverridi endemica dell'India sud-occidentale.

## Descrizione

### Dimensioni
Carnivoro di medie dimensioni, con la lunghezza della testa e del corpo di 760 mm, la lunghezza della coda di 330 mm e un peso fino a 6,6 kg.

### Aspetto
La pelliccia è lunga e densa. Il colore di fondo del corpo è grigio-giallastro. Sui lati e nella parte inferiore del collo sono presenti 2 bande nerastre intervallate da altrettante bande bianche che partono dalla parte posteriore delle orecchie e prima delle spalle scendono giù verticalmente verso il basso. Una cresta erettile di lunghi peli nerastri si estende lungo la spina dorsale dalla nuca fino alla punta della coda. Sui fianchi sono presenti delle grosse macchie scure disposte in file particolarmente nel quarto posteriore, che variano notevolmente tra gli individui. La parte inferiore degli arti è nera. sono presenti dei cuscinetti rudimentali su ogni metatarso. La pianta dei piedi è completamente priva di peli. Gli artigli del terzo e quarto dito della mano sono privi della guaina cutanea protettiva. La coda è lunga poco più della metà della testa e del corpo, ha 5 larghi anelli neri intervallati da anelli bianchi più piccoli ma completi.

## Biologia

### Comportamento
È una specie notturna, terricola ed altamente elusiva.

## Distribuzione e habitat
Questa specie è endemica dei Ghati occidentali, negli stati indiani del Karnataka e Kerala.
Vive confinata probabilmente in boscaglie all'interno di piantagioni di anacardio e in foreste pianeggianti altamente disturbate, sebbene in passato occupava foreste paludose e foreste fluviali lungo le pianure costiere fino a 600 metri di altitudine.

## Conservazione
La IUCN Red List, considerato che la popolazione sarebbe limitata a non più di 250 individui adulti e distribuita in un territorio frammentato con un habitat in continuo degrado e la mancanza di avvistamenti certi classifica V.civettina come specie in grave pericolo (CR). Probabilmente è da ritenersi estinta.
La CITES ha inserito questa specie nell'appendice III.